# Municipio de Hoaglin
El municipio de Hoaglin (en inglés: Hoaglin Township) es un municipio ubicado en el condado de Van Wert en el estado estadounidense de Ohio. En el año 2010 tenía una población de 662 habitantes y una densidad poblacional de 7,93 personas por km².

## Geografía
El municipio de Hoaglin se encuentra ubicado en las coordenadas 40°56′21″N 84°31′26″O / 40.93917, -84.52389. Según la Oficina del Censo de los Estados Unidos, el municipio tiene una superficie total de 83.45 km², de la cual 83,39 km² corresponden a tierra firme y (0,08 %) 0,06 km² es agua.

## Demografía
Según el censo de 2010, había 662 personas residiendo en el municipio de Hoaglin. La densidad de población era de 7,93 hab./km². De los 662 habitantes, el municipio de Hoaglin estaba compuesto por el 96,98 % blancos, el 0,3 % eran afroamericanos, el 0,3 % eran amerindios, el 0,3 % eran asiáticos, el 1,21 % eran de otras razas y el 0,91 % eran de una mezcla de razas. Del total de la población el 1,96 % eran hispanos o latinos de cualquier raza.